# Lac Monowai
Pour les articles homonymes, voir Monowai.
Le lac Monowai (en anglais : Monowai Lake et en maori de Nouvelle-Zélande : Manokīwai) est un lac glaciaire néo-zélandais situé dans la région de Southland sur l'île du Sud. Il fait partie du parc national de Fiordland. Depuis les années 1920, il alimente l'une des plus anciennes centrales hydroélectriques de Nouvelle-Zélande.

## Géographie
Le lac Monowai est situé dans le district et la région de Southland, au sud-ouest de l'île du Sud. Il se trouve à environ 120 km d'Invercargill, principale ville de la région.
Le lac Monowai est un lac glaciaire qui a la forme d'un boomerang, que seule une petite baie sur sa rive nord déforme (Rodger Inlet). Le lac s'étend sur une superficie d'environ 31 km2. Il est long d'une vingtaine de kilomètres et large de 1,5 km.
Le principal affluent du lac Monowai est la rivière Electric. D'autres petits cours d'eau alimentent le lac, dont la rivière Walker et le ruisseau des anguilles (Eel Creek). La rivière Monowai est l'émissaire du lac. Son exutoire, au nord-est du lac, est contrôlé par un barrage hydroélectrique,. La rivière Monowai s'écoule ensuite sur 8 km avant de se jeter dans le Waiau.
Le lac Monowai s'élève à 198 m d'altitude. Ses rives sud-ouest, sud-est et nord sont particulièrement pentues. Au nord, le lac est en effet dominé par le massif du pic Cleughearn (1 578 m). Au sud-ouest, on trouve les montagnes Kaherekoau, qui atteignent jusqu'à 1 499 m. Au sud-est, plusieurs sommets s'élèvent au-delà de 1 000 m (pic Edge, pic Hindley et pic Knoll). Le relief est moins accidenté à proximité de la pointe nord-ouest du lac (Boart Harbour), à l'embouchure des rivières Eel, Electric et Walker et au nord-est du lac entre le Rodger Inlet et la rivière Monowai.

## Histoire

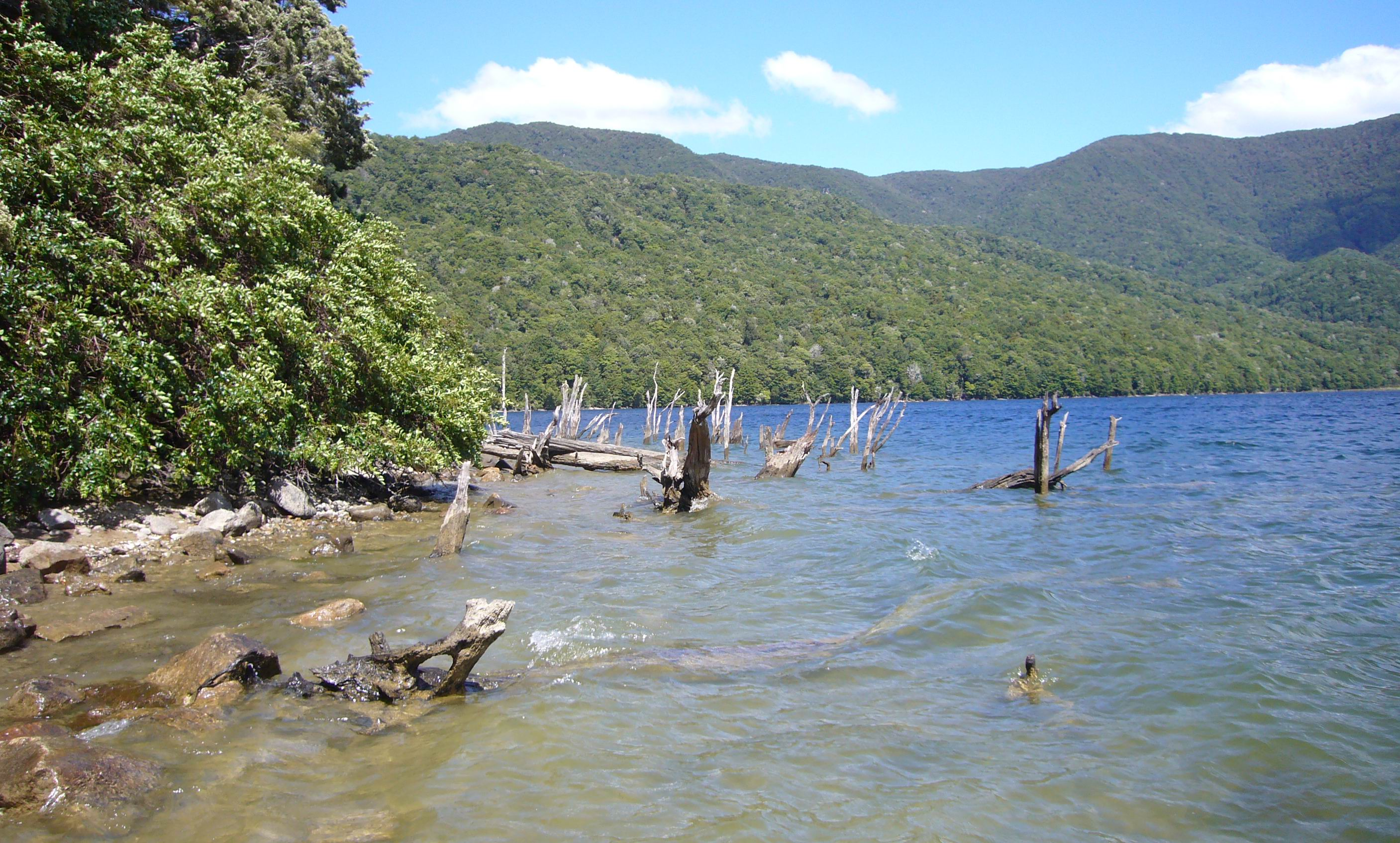
Des arbres sur les rives du lac Monowai, noyés par la montée des eaux de 1926.

Le lac est connu des Maoris comme un vivier de nourriture.
Le nom maori du lac est Manokīwai, signifiant « canal plein d'eau ». Son nom anglais « Monowai » serait une erreur de transcription du géomètre James McKerrow,, qui a inspecté la région en 1862. N'arrivant pas à reproduire exactement le nom maori, James McKerrow aurait utilisé le mot grec monos (« un ») et le mot maori wai (« eau ») pour nommer ce lac alimenté par une seule rivière principale, la rivière Electric.
Au début du XXe siècle, le lac est choisi pour accueillir l'une des premières centrales hydroélectriques de Nouvelle-Zélande. Le centrale de Monowai, à l'exutoire du lac sur la rivière Monowai, est construit entre 1921 et 1925. En 1926, pour augmenter la production électrique, le niveau du lac est augmenté de plus de deux mètres. Ses rives sont aujourd'hui encore recouvertes d'arbres morts lors de cette montée des eaux.
En 1952, le lac Monowai est inclus dans le périmètre du parc national de Fiordland.

## Faune
Le lac Monowai est réputé pour ses truites commune (Salmo trutta) et arc-en-ciel (Oncorhynchus mykiss),, deux espèces introduites par les Européens.
Avant l'arrivée des Européens, les Maoris y pêchaient des poissons comme l'anguille de Nouvelle-Zélande (Anguilla dieffenbachii), le kanakana (Geotria australis), le koaro (en) (Galaxias brevipinnis) et le kokopu géant (Galaxias argenteus). Le kokopu géant, le koaro et l'anguille y sont toujours présents, contrairement au kanakana,. On y trouve également le goujon à nageoire rouge (Gobiomorphus huttoni).